# جیمز مک‌هنری
جیمز مک‌هنری (James McHenry) (زادهٔ ۱۶ نوامبر ۱۷۵۳ – ۳ مه ۱۸۱۶)، جراح ارتش، سیاستمدار آمریکایی اسکاتلندی ایرلندی و از پدران بنیان‌گذار ایالات متحده آمریکا بود. او یکی از امضاءکنندگان قانون اساسی ایالات متحده آمریکا از مریلند بود که آغازگر ارائهٔ پیشنهاد تشکیل نیروی دریایی ایالات متحده آمریکا به کنگره و دلیل نام‌گذاری فورت مک‌هنری نیز بود. او نمایندگی مریلند را در کنگرهٔ قاره‌ای برعهده داشت و نمایندهٔ انجمن ایالت مریلند در سال ۱۷۸۸ بود تا به اینکه مریلند باید قانون اساسی پیشنهادی ایالات متحده را تصویب کند یا نه، رأی دهد. وی از سال ۱۷۹۶ تا ۱۸۰۰ به عنوان وزیر جنگ ایالات متحده آمریکا خدمت کرده و سیاست‌های جورج واشینگتن و جان آدامز را هماهنگ می‌نمود.

## اوایل زندگی و تحصیلات
مک‌هنری در یک خانوادهٔ پرسبیترینیسم، اسکاتلندی-ایرلندی/اولستر اسکات در بالی‌منا، شهرستان آنتریم، ایرلند و در سال ۱۷۵۳ چشم به جهان گشود. خانواده‌اش مطلع شدند که او به دلیل زیاده‌روی در مطالعه بیمار شده‌است و به همین دلیل او را برای بهبود به آمریکای شمالی فرستاند. بورس تحصیلی جدیدی پیشنهاد شد که به واسطهٔ آن، خانواده او را به عنوان پیشاهنگ جلو افتاده به مستعمرات فرستادند تا ببینند آیا کل خانواده تمایل دارند به آنجا نقل مکان کنند یا خیر. آنها یک سال بعد به مستمرات مهاجرت کردند. مک‌هنری به محض رسیدن تا زمان اتمام تحصیلات مقدماتی در آکادمی نیویورک در دلاور با یک دوست خانوادگی در فیلادلفیا زندگی کرد. پس از آن به فیلادلفیا بازگشت و در آنجا تحت نظر بنیامین راش به کارآموزی پرداخت و پزشک شد.

## حرفهٔ پزشکی
مک‌هنری در طی جنگ انقلاب آمریکا به عنوان یک جراح ماهر خدمت و خود را وقف این کار کرد. او در روز ده اوت ۱۷۷۶ به سمت جراح گردان پنجم پنسیلوانیا که در واشینگتن مستقر بود، منصوب شد. او در ماه نوامبر هنگامی که دژ توسط ویلیام هاو گرفته شد، به زندان افتاد. در دورانی که به دست بریتانیایی‌ها دستگیر شده بود، دید که توجه و مراقبت پزشکی بسیار ضعیفی نسبت به زندانیان به عمل می‌آید و شروع به ارسال گزارش‌هایی کرد که نتیجه‌ای هم در پی‌نداشت.
او در ژانویه ۱۷۷۷ آزادی مشروط و سپس در مارس ۱۷۷۸ آزادی کامل را به دست آورد و در حالی که به خوبی جورج واشینگتن را تحت تأثیر قرار داده بود، در مه ۱۷۷۹ در مقام یکی از یاران او به سمت منشی فرماندهٔ رأس منصوب شد. او در نبرد مونموث حضور داشت. مک‌هنری در اوت ۱۷۸۰ به افسران ژیلبر دو موتیه دو لافایت پیوست و تا پاییز ۱۷۸۱ که از ارتش بازنشسته شد، در آنجا ماند.
مک‌هنری علی‌رغم واجد شرایط بودن، در زمان تأسیس جامعهٔ سینسیناتی در سال ۱۷۸۳ به آن نپیوست اما پسرش، جان به نمایندگی از او به عنوان یک عضو در ایالت مریلند در سال ۱۸۱۶ پذیرفته شد.

## حرفهٔ سیاسی

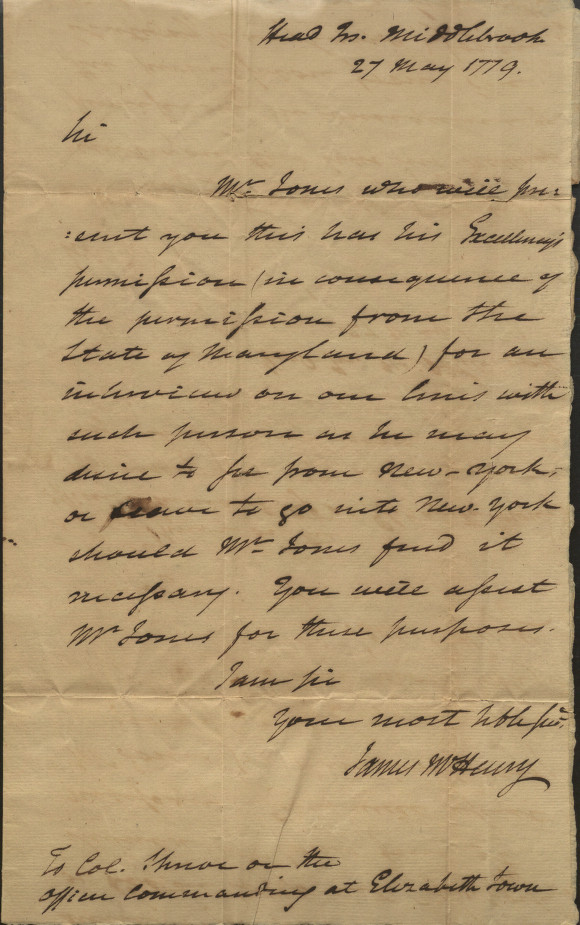
دست نوشته جیمز مک‌هنری

مک‌هنری در ۱۷ سپتامبر ۱۷۸۱ به عنوان عضو مجلس سنای مریلند و در ۲ دسامبر ۱۷۸۴ به عنوان نمایندهٔ کنگره توسط مجلس انتخاب شد. او در سال ۱۷۸۷ نمایندهٔ مریلند و منشی مجمع قانون اساسی ایالات متحده آمریکا که پیش‌نویس قانون اساسی آمریکا را تهیه می‌کرد، بود. او در ده اکتبر ۱۷۸۸ پس از یک کمپین مجادله‌آمیز به عنوان عضو مجلس نمایندگان مریلند انتخاب شد. وی دو سال بعد از زندگی سیاسی بازنشسته شده و یک سال را با فعالیت در حیطهٔ تجارت، گذراند. او در ۱۵ نوامبر ۱۷۹۱ یک دوره انتصاب جدید در مجلس سنای مریلند را پذیرفت و به مدت پنج سال مشغول به خدمت شد.
در دور دوم ریاست جمهوری واشینگتن میان سال‌های ۱۷۹۳ تا ۱۷۹۷ رخدادهای سیاسی منجر به ایجاد چند پُست بلاتصدی در کابینهٔ او شدند. پس از آنکه چند کاندیدای دیگر از قبول این منصب سرباز زدند، واشینگتن، مک‌هنری را در سال ۱۷۹۶ به عنوان وزیر جنگ منصوب کرد و سریعاً به او مسئولیت تسهیل فرایند تغییر ناظر پُست‌های ارتش غربی از بریتانیای کبیر به ایالات متحده مطابق شرایط معاهده جی نمود.
مک‌هنری به کمیتهٔ سنا توصیه کرد که نیروهای ارتش را کاهش ندهند. او در سازماندهی مجدد نیروی زمینی ایالات متحده آمریکا به چهار هنگ پیاده‌نظام، سربازان سواره‌نظام و گروه توپخانه نقش آفرین بود. یکی از دلایل خوشنامی وی تأسیس وزارت نیروی دریایی ایالات متحدهٔ آمریکا بر اساس پیشنهاد خودش در ۸ مارس ۱۷۹۸ بوده مبنی بر آنکه «وزارت جنگ ایالات متحده آمریکا باید توسط هیئت مأموران عالی دریایی همراهی شود».
در دورهٔ ریاست جمهوری جان آدامز میان سال‌های ۱۷۹۷ تا ۱۸۰۱، مک‌هنری همچنان به عنوان وزیر جنگ مشغول به کار بود زیرا آدامز تصمیم گرفت نهاد تازه تأسیس کابینهٔ ایالات متحده آمریکا را دست نخورده نگه دارد. جان آدامز رفته رفته متوجه شد که سه نفر در کابینه پیوسته به مخالفت با او می‌پردازند: مک‌هنری، وزیر امور خارجه، تیموتی پیکرینگ، وزیر خزانه‌داری، الیور ولکات جونیور. به نظر می‌رسید آنها بیش از آنکه تابع رئیس‌جمهور باشند از الکساندر همیلتون تبعیت می‌کنند و آشکارا در مورد سیاست خارجی به ویژه در مورد فرانسه به مخالفت با جان آدامز می‌پردازند. آنها به جای استعفا، به ادامه کار مخالف سیاست رسمی او ادامه می‌دادند. مشخص نیست که آیا آدامز می‌دانست که آنها وفادار نیستند. گرچه بسیاری به مک هنری علاقه داشتند، گفته می‌شود واشینگتن، همیلتون و ولکات از بی‌کفایتی او به عنوان یک مدیر شکایت داشتند.
مک‌هنری، مشکلات آدامز به عنوان مدیر اجرایی را به غیبت‌های طولانی و پرتکرار او و رها کردن کلیهٔ کارها برای وزیرانی می‌دانست که از مسئولیت بدون قدرت هدایت مناسب به ستوه آمده بودند. آدامز پس از یک ملاقات پر جنجال با کابینه‌اش در مه ۱۸۰۰، خواستار استعفای مک هنری شد که در ۱۳ مه این کار انجام شد. پس از مک هنری، آدامز ساموئل دکستر را فراخواند. مک‌هنری در طی انتخابات ریاست جمهوری آمریکا در سال ۱۸۰۰ همیلتون را ترغیب کرد که علیه رئیس‌جمهور کیفرخواستی اعلام کند و وفاداری و میهن‌پرستی آدامز را زیر سؤال برده و خصومت عامهٔ مردم را به سوی کاندیداهای اصلی برانگیزد تا نهایتاً مسیر توماس جفرسون برای ریاست جمهوری هموار شود. این مطلب از طریق مخاطبان مورد نظرش درز کرده و به مردم دلیل مورد نظر برای مخالفت با حزب فدرالیست را داد که به نظر می‌رسید در حال تقسیم به جناح‌های تندرو بود.

## اواخر زندگی
مک‌هنری در سال ۱۷۹۲ یک قطعه زمین به مساحت ۹۵ جریب فرنگی از ریجلی دیلایت خریداری کرد و نام آن را به افتخار دوستش ژیلبر دو موتیه دو لافای، فایتویل نهاد. او بقیهٔ عمر خود را در آنجا زیست و در آن دوران، زود به زود با دوستان و وابستگان خود مکاتبه می‌کرد به ویژه با پیکرینگ و بنیامین تالماج که به همراهشان ایده‌آل‌های حزب فدرالیست را ابقا کرد و جریان جنگ ۱۸۱۲ را تغییر داد.
یک حملهٔ فلج‌کننده در سال ۱۸۱۴ منجر به درد شدید و ناکارآمدی کامل پاهای او شد و دو سال بعد چشم از جهان فروبست. خانم مک‌هنری در مورد مرگ همسر محبوبش نوشت:
در اینجا به پایان زندگی یک انسان خوش‌خلق، بزرگ‌منش با روحی قوی و زیرک و مسیحی محترم رسیده‌ایم. او انسانی بی‌نقص نبود اما در رخدادهای مهمی شرکت کرده و مردان بزرگی به او علاقه‌مند بودند و تمام افراد خوبی و خلوص نیت او را درک می‌کردند. مهم‌ترین موضوعاتی که از او به یادگار مانده آن است که او نسبت به هر مسئولیتی راسخ بوده و از دوستان صمیمی و قابل اعتماد لافایت، همیلتون و واشینگتن بود.

## میراث و افتخارات
- در ژانویه ۱۷۸۶ به عضویت انجمن فلسفی آمریکا انتخاب شد.
- در سال ۱۸۱۳ به ریاست انجمن کتاب مقدس بالتیمور انتخاب شد، (که بعداً به عنوان انجمن کتاب مقدس مریلند شناخته شد).
- در ژوئیه ۱۸۱۵ به عضویت انجمن باستانی آمریکا انتخاب شد.[۱۰]
- یادبود مک‌هنری در تالار استقلال و مرکز ملی قانون اساسی فیلادلفیا برگزار می‌شود.
- فورت مک‌هنری در بالتیمور به نام او نام‌گذاری شد. نبردی در آنجا در طول جنگ ۱۸۱۲، فرانسیس اسکات کی را الهام بخش کرد تا سرود ملی «پرچمدار ستاره دار» را بنویسد.
- خیابان هنری در مدیسون، ویسکانسین، به افتخار او نام‌گذاری شده‌است.[۱۱]
- مک‌هنری، مریلند، به نام او نام‌گذاری شده‌است.[۱۲]

## ارجاعات
1. ↑  Secretary of State of Maryland (1915). Maryland Manual 1914–1915: A Compendium of Legal, Historical and Statistical Information relating to the State of Maryland. Annapolis, Maryland, USA: The Advertiser-Republican.
2. ↑  Steiner, Bernard Christian (1907). "Chapter I: Early Years and Medical Study: 1753—1775". The Life and Correspondence of James McHenry: Secretary of War under Washington and Adams. Cleveland: The Burrows Brothers Company. pp. 1–4. LCCN 07024607. OCLC 563557689. Retrieved December 5, 2020 – via Internet Archive.
3. ↑  Robbins, Karen E. (2013). James McHenry, Forgotten Federalist. Athens and London: The University of Georgia Press. pp. 9, 12–16.
4. 1 2 3  Steiner, Bernard Christian (1907). The Life and Correspondence of James McHenry: Secretary of War under Washington and Adams. Cleveland: The Burrows Brothers Company. LCCN 07024607. OCLC 563557689. Retrieved December 5, 2020 – via Internet Archive.
5. ↑  Lengel, Edward G. (2007). General George Washington: A Military Life. New York: Random House.
6. ↑  Metcalf, Bryce (1938). Original Members and Other Officers Eligible to the Society of the Cincinnati, 1783-1938: With the Institution, Rules of Admission, and Lists of the Officers of the General and State Societies. Strasburg, VA: Shenandoah Publishing House, Inc. , p. 216.
7. ↑  "Officers Represented in the Society of the Cincinnati". The American Revolution Institute of the Society of the Cincinnati. Retrieved 15 March 2021.
8. ↑  United States Army Center of Military History, 1985, pp. United States Army Center of Military History, 1985, pp. 1— 2, 6.
9. ↑  Diggins, John Patrick (2003). John Adams. New York: Times Books.
10. ↑  American Antiquarian Society Members Directory
11. ↑  "Origins of Madison Street Names". Wisconsin Historical Society. Archived from the original on 23 April 2006. Retrieved 24 June 2011.
12. ↑  "Historical Markers". Archived from the original on 2015-07-02.